# A Little Bit (utwór muzyczny Niny Åström)
A Little Bit – utwór fińskiej piosenkarki Niny Åström, napisany przez włoskiego kompozytora Lukę Gentę i holenderskiego autora tekstów Gerrita aan ’t Goora oraz wydany na trzeciej płycie studyjnej artystki, również zatytułowanej A Little Bit of Love (2000).
W 2000 utwór wygrał w finale programu Euroviisut 2000, dzięki czemu reprezentował Finlandię w 45. Konkursie Piosenki Eurowizji. Zajął 18. miejsce, zdobywszy 18 punktów.

## Lista utworów
CD single
1. „A Little Bit” – 2:50
2. „Decorating” – 3:56